# 熊岳城站
熊岳城站，位于中华人民共和国辽宁省营口市鲅鱼圈区熊岳镇，是沈大铁路上的火车站。车站由中国铁路沈阳局集团大连车务段管辖，为三等站，办理客货运业务。
熊岳城站始建于1898年，1903年投入使用。当时车站2条到发线、1条货物线，1座面积398平方米的站房，其中候车室面积158平方米。1909年车站在南满铁路复线化期间新增2条股道。1944年因日本战争需要拆除路轨，使得车站及其上下行区间变为单线行车，直至1954年和1956年分别恢复上下行区间复线。1957年又延长站场并新建若干专用线。:338车站目前使用的站房建于2002年6月，当年11月建成，面积1346平方米。目前车站站场共有站线8股（含4条到发线和1条无电站线）、专用线3股。

## 車站周邊
- 正大购物广场
- 营口熊岳客运站
- 辽宁农业职业技术学院
- 熊岳植物园